# 民族再生党
民族再生党（或は国家再建党、フランス語: Parti pour le redressement national、略称:PARENA）は、ブルンジの政党。1994年結成。党首はジャン＝バティスト・バガザ元大統領（現、上院議員）。支持基盤はツチ/軍の非主流派である。独立系少数党であるが、ピエール・ブヨヤの第二次軍事政権に1人の閣僚を出していた。2005年の総選挙では、得票率1.7パーセントに終わり、議席を得ることはできなかった。

## 脚註
1. 1 2 3  佐藤章「ブルンジにおける1993年体制の崩壊過程」『現代アフリカの紛争を理解するために』アジア経済研究所、1998年3月。